# Négyollós garnélarákok
A négyollós garnélarákok (Caridea) a tízlábú rákok (Decapoda) rendjében a Pleocyemata alrend egyik alrendága több mint 1600 fajjal.

## Származásuk, elterjedésük
Az Antarktisz és az Arktisz kivételével egész világon elterjedtek; édes- és sós vizekben egyaránt (többségük tengeri, köztük a gazdaságilag legjelentősebbek is).

## Megjelenésük, felépítésük
Méretük rendkívül változatos a néhány milliméterestől a fél méteresig. Öt pár járólábuk közül az elülső kettő ollóvá alakult. A járólábak tövénél nyíló kopoltyúkat a fejtor páncélja védi. Az oxigéndús víz áramlását a 3 pár állkapcsi láb mozgatásával biztosítják.
Egy pár összetett szemük nyélen ül.

## Életmódjuk, élőhelyük
A felnőtt példányok a vizet szűrve táplálkoznak, általában a vízfenék közelében. Egyes fajaik 5000 m mélyre is lemerülnek. Sokszor rajokba állnak össze. Gyorsan úsznak hátrafelé. Sok nagyobb állat, így különböző halak és bálnák táplálékai. Mivel a toxikus anyagokat jól tűrik, gyakran élnek szennyezett vizekben, az ilyen példányok fogyasztása káros lehet.

## Felhasználásuk
Nemcsak halásszák, de táplálkozási céllal tenyésztik is őket, emberi fogyasztásuk nagyon jelentős.
Több fajukat akváriumban, díszállatnak tartják. Az akváriumokban kedvelt törpegarnélák az édesvízi garnélák (Atyidae), az üveggarnélák pedig az ostoroscsápú garnélák (Palaemonidea) családjába tartoznak